# Oxelösund
Oxelösund – miejscowość (tätort) w Szwecji, położona nad Morzem Bałtyckim, w regionie administracyjnym (län) Södermanland, ok. 10 km na południowy wschód od Nyköping. Siedziba władz (centralort) gminy Oxelösund. W l. 1950-1970 Oxelösund posiadał status miasta.
Ważny port wywozowy (przez cały rok wolny od lodów). W mieście rozwinął się przemysł drzewny, szklarski oraz hutniczy. Zamek Stjärnholm (Stjärnholms slott).
W 2010 r. Oxelösund liczył 10 870 mieszkańców.

## Współpraca
Miejscowości partnerskie:
- Houffalize, Belgia
- Niederanven, Luksemburg